# Rovigo Calcio
Rovigo Calcio (wł. Società Sportiva Dilettantistica a r.l. Rovigo Calcio) – włoski klub piłkarski, mający siedzibę w mieście Rovigo, w północno-wschodniej części kraju, grający od sezonu 2018/19 w rozgrywkach Prima Categoria Veneto.

## Historia
Chronologia nazw:
- 1920: Pro Rovigo – po fuzji klubów Federazione Sportiva Rodigina i Associazione Calcio Rovigo
- 1922: klub rozwiązano
- 1922: Rhodigium Sport
- 1925: klub rozwiązano
- 1925: Società Sportiva Pro Rovigo
- 1927: Gruppo Sportivo Fascista Rovigo – po fuzji wszystkich miejskich klubów
- 1941: Associazione Calcio Rovigo
- 1945: Associazione Calcio Pro Rovigo
- 1951: Gruppo Sportivo Ballarin Rovigo
- 1957: Associazione Calcio Ballarin Rovigo – po fuzji z S.A.F. Sant'Apollinare
- 1959: Associazione Calcio Rovigo
- 1984: Calcio Rovigo
- 1986: Rovigo Calcio
- 1989: Delta Lat Rovigo
- 1992: Vivo Rovigo Calcio
- 1994: Rovigo Calcio
- 2011: klub rozwiązano
- 2012: Associazione Calcio Dilettantistica Rovigo L.P.C. – po reorganizacji Lape Ceregnano
- 2018: Società Calcio Dilettantistica a r.l. Rovigo Calcio – po fuzji z Boara Pisani

Klub sportowy Pro Rovigo został założony w miejscowości Rovigo w 1920 roku w wyniku fuzji miejscowych klubów Federazione Sportiva Rodigina (powstał 28.04.1893 jako Società Rodigina di Ginnastica Unione e Forza, w 1908 jako Società Sportiva Studentesca, od 1912 ówczesna nazwa) i Associazione Calcio Rovigo (powstał w 1916). W sezonie 1920/21 zespół debiutował w rozgrywkach Seconda Categoria Veneta (D2), ale potem zrezygnował z dalszych występów i został rozwiązany. W 1922 niektórzy członkowie rozwiązanego klubu łączą się w nowy klub o nazwie Rhodigium Sport. Zespół rozgrywał jedynie mecze towarzyskie, a w 1925 został rozwiązany.
W 1925 powstał nowy klub SS Pro Rovigo, do którego przyłączyli się zawodnicy byłego klubu. 1927 - Na rozkaz faszystowskich władz wszystkie kluby sportowe, istniejące w mieście, zostali rozwiązane i wchłonięte przez Gruppo Sportivo Fascista Rovigo, która została stowarzyszona z Regionalną Dyrekcją FIGC w Wenecji Euganejskiej. W sezonie 1927/28 zespół startował w mistrzostwach Terza Divisione Veneto (D4), awansując do Seconda Divisione Nord, a w 1929 do Prima Divisione. W sezonie 1929/30 po podziale najwyższej dywizji na Serie A i Serie B poziom Prima Divisione został zdegradowany do trzeciego stopnia. W 1935 roku po wprowadzeniu Serie C, która została trzecim poziomem ligowym, klub otrzymał kwalifikację do Serie C. W 1941 klub zmienił nazwę na AC Rovigo. W 1943 roku na terenie Włoch rozpoczęto działania wojenne II wojny światowej, wskutek czego mistrzostwa 1943/44 zostały odwołane. W 1944 startował w wojennych rozgrywkach Campionato Misto di Guerra del Direttorio III Zona (Veneto), plasując się na szóstej pozycji w grupie A.
Po zakończeniu II wojny światowej, klub wznowił działalność w 1945 roku i z nazwą AC Pro Rovigo został zakwalifikowany do Serie C Alta Italia. W 1950 zespół został zdegradowany do Promozione, a w 1951 do Prima Divisione Veneta, po czym nazwa klubu została zmieniona na GS Ballarin Rovigo. W 1952 roku w wyniku kolejnej reorganizacji systemu lig Prima Divisione przyjęła nazwę Promozione. W 1954 zespół spadł na rok do Prima Divisione Veneta. W 1957 po fuzji z SAF Sant'Apollinare klub zmienił nazwę na AC Ballarin Rovigo, a liga otrzymała nazwę Campionato Dilettanti Veneto. W 1959 liga zmieniła nazwę na Prima Categoria Veneto, a klub na AC Rovigo. W 1967 zespół awansował do Serie D. W 1975 spadł do Promozione Veneta. W 1978 po kolejnej reorganizacji systemu lig poziom Promozione został zdegradowany do szóstego stopnia. W 1981 klub został promowany do Campionato Interregionale. W 1984 nazwa klubu została zmieniona na Calcio Rovigo, w 1986 na Rovigo Calcio, a w 1989 na Delta Lat Rovigo. W 1992 liga zmieniła nazwę na Campionato Nazionale Dilettanti, a klub na Vivo Rovigo Calcio. W 1993 zespół spadł do Eccellenza Veneto (D6), a w 1994 wrócił do nazwy Rovigo Calcio. W 1996 zdobył promocję do Campionato Nazionale Dilettanti, które w 1999 przyjęło nazwę Serie D. W 2001 spadł na rok do Eccellenza Veneto. W 2006 awansował do Serie C2, ale w 2009 został zdegradowany z powrotem do Serie D. W sezonie 2010/11 zajął 7.miejsce w grupie C Serie D, ale potem zrezygnował z dalszych występów i został rozwiązany.
Eccellenza Veneto. W 2004 po fuzji z klubem Gan Villaverla zmienił nazwę na AC Gan Thiene-Villaverla. W 2008 klub spadł do Promozione Veneto (D7), po czym zmienił nazwę na ACD Calcio Thiene. W sezonie 2011/12 po fuzji z Marano i Schio, nazwa klubu została zmieniona na Alto Vicentino FC.
W 2012 klub Lape Ceregnano przeniósł się do Rovigo, zmieniając nazwę na ASD Rovigo LPC, i startował w rozgrywkach Eccellenza Veneto (D6). Przed rozpoczęciem sezonu 2014/15 wprowadzono reformę systemy lig, wskutek czego Eccellenza awansowała na piąty poziom. Jednak klub nie przystąpił do rozgrywek i pozostał aktywnym tylko na poziomie młodzieżowym. W 2018 roku klub połączył się z Boara Pisani przyjmując nazwę SSD Rovigo Calcio. W sezonie 2018/19 zajął drugie miejsce w grupie D Prima Categoria Veneto, ale potem przegrał baraże playoff i nie uzyskał promocji do Promozione.

## Barwy klubowe, strój
|  |  |

Klub ma barwy biało-niebieskie. Zawodnicy domowe spotkania zazwyczaj grają w niebieskich koszulkach, białych spodenkach oraz niebieskich getrach.

## Sukcesy

### Trofea międzynarodowe
Nie uczestniczył w rozgrywkach europejskich (stan na 31-05-2020).

### Trofea krajowe
| \| \| Zdobyte trofea w rozgrywkach Włoch (stan na: 31-08-2020) \| |                                                          |      |                    |
| Rozgrywki                                                         | Osiągnięcie                                              | Razy | Sezon(y)           |
| · Mistrzostwo                                                     | I miejsce                                                | 0    |                    |
| · Mistrzostwo                                                     | II miejsce                                               | 0    |                    |
| · Mistrzostwo                                                     | III miejsce                                              | 0    |                    |
| · Puchar                                                          | zdobywca                                                 | 0    |                    |
| · Puchar                                                          | finalista                                                | 0    |                    |
| · Puchar                                                          | 1/16 finału                                              | 1    | 1935/36            |
| II liga                                                           | I miejsce                                                | 0    |                    |
| II liga                                                           | II miejsce                                               | 0    |                    |
| II liga                                                           | III miejsce                                              | 1    | 1920/21 (B Veneto) |
| Włochy                                                            | Zdobyte trofea w rozgrywkach Włoch (stan na: 31-08-2020) |      |                    |

- Seconda Divisione/Serie C (D3):
  - mistrz (1x): 1928/29 (F), 1947/48 (G)

## Struktura klubu

### Stadion
Klub piłkarski rozgrywa swoje mecze domowe na Stadio Francesco Gabrielli w mieście Rovigo o pojemności 7 tys. widzów.

### Derby
- USD Adriese 1906
- Union Clodiense Chioggia
- Legnago Salus
- Calcio Padova